# Jamaica Football Federation
Die Jamaica Football Federation, abgekürzt JFF, ist der jamaikanische Fußballverband.
Der Verband richtet die jamaikanische Fußballmeisterschaft, die in der Digicel Premier League ausgespielt wird, aus. Zudem werden die Spiele der Jamaikanischen Fußballnationalmannschaft vom Verband organisiert.

## Geschichte
Nach Aufzeichnungen des Verbandes wurde Fußball gegen Ende des 19. Jahrhunderts in Jamaika eingeführt und der erste Verein wurde 1893 gegründet. Sein erstes Länderspiel bestritt Jamaika am 9. März 1925 gegen Haiti. Insgesamt bestritt man drei Spiele gegeneinander, die Jamaika allesamt gewann (2:1, 1:0 & 3:0). Im folgenden Jahr trafen beide Teams in Jamaika aufeinander. Im Sabina Park gewann Jamaika mit 6:0. Bis 1932 blieben die Haitianer ohne Sieg, bis sie in Port-au-Prince mit 4:1 gewinnen konnten.
Zwischen 1925 und der Unabhängigkeit im Jahr 1962 bestritt Jamaika regelmäßig Spiele gegen Trinidad und Tobago, Haiti, Kuba und gegen Klubs wie RC Haïtien und Violette AC aus Haiti und 1952 sogar eine Reihe von Spielen gegen ein All Star-Team der Karibik. Im All Star-Team waren Spieler wie Michael Kruin aus Suriname vertreten und bekannteste Spieler auf Seiten von Jamaikas waren Lindy Delapenha und Gillie Heron. Die Spiele endeten aus Sicht Jamaikas wie folgt: 1:5, 2:1, 0:1 & 1:0. In dieser Zeit wurden viele Vereine gegründet, die viele Talente des jamaikanischen Fußballs hervorbrachten.
1965 nahm Jamaika erstmals an einer WM-Qualifikation teil. Den größten internationalen Erfolg erreichte das jamaikanische Nationalteam mit der Qualifikation für die Weltmeisterschaft 1998. Dort schied man nach der Vorrunde mit einem Sieg gegen Japan aus. An diesen Achtungserfolg konnte Jamaika jedoch nicht anknüpfen und scheiterte anschließend dreimal in Folge in den Qualifikationsrunde.

## Präsidenten
| Name               | Amtsdauer |
| ------------------ | --------- |
| Ronald Gordon      | 1965–67   |
| George Abraham     | 1967–73   |
| B „Tino“ Barvier   | 1973–75   |
| Locksley Comrie    | 1975–77   |
| Patrick Anderson   | 1977–79   |
| Lincoln Sutherland | 1979–81   |
| Hugh Perry         | 1981–83   |
| Dr. Winston Dawes  | 1983–85   |
| Anthony James      | 1985–92   |
| Heron Dale         | 1992–94   |
| Horace Burrell     | 1994–2003 |
| Crenston Boxhill   | 2003–2007 |
| Horace Burrell     | seit 2007 |